# The Flapper
The Flapper är en amerikansk stumfilm från år 1920 med Olive Thomas i huvudrollen. Filmen regisserades av Alan Crosland och var den första i USA som porträtterade livsstilen "flapper", som blev en kulturell modefluga under 1920-talet.

## Rollbesättning[1]
- Olive Thomas som Ginger King
- Warren Cook som Senator King
- Theodore Westman, Jr. som Bill Forbes
- Katherine Johnston som Hortense
- Arthur Housman som Tom Morran
- Louise Lindroth som Elmina Buttons
- Charles Craig som Reverend Cushil
- William P. Carleton som Richard Chenning
- Marcia Harris som Mrs. Paddles
- Bobby Connelly som King, Jr.
- Athole Shearer extra
- Norma Shearer som skolflicka

## Public domain och hemvideo
- The Flapper lyder inte längre under copyright. Den är numera public domain.[2][3]
- 2005 släpptes The Flapper som dvd-film av the Milestone Collection som del i utgivningen av The Olive Thomas Collection.[4]